# 1161 dans les croisades
Cette page regroupe les évènements concernant les Croisades qui sont survenus en 1161 :
- 31 juillet : Philippe de Milly échange la seigneurie de Naplouse contre celle d'Outre-Jourdain[1].
- 11 septembre : Mort de Mélisende, ancienne reine de Jérusalem[2].